# God and Power
God and Power ist ein Buch der US-amerikanischen Theologin Catherine Keller aus dem Jahr 2005. Es versammelt Vorträge und Aufsätze, die zumeist nach 9/11 entstanden sind und ist eine Art Begleitband zur Wiederveröffentlichung von Apocalypse Now and Then (1996. 2005). Die dort angestellten Überlegungen werden mit Blick auf eine Politische Theologie fortgeführt, die dann ausführlicher in Political Theology of the Earth (2018) entfaltet wird.

## Inhalt
Preface: Theopoetic Justice
I. The United States of Apocalypse: Mapping our Situation
1. The Armageddon of 9/11: Lament for the New Millennium[1]
2. Preemption and Omnipotence: A Niebuhrian Prophecy[2]

II. Of Beasts and Whores: Examining Our Political Unconscious
1. Territory, Terror, and Torture: Dreamreading the Apocalypse[3]
2. Ms. Calculating the Endtimes: Gender Styles of Apocalypse[4]
3. Eyes All Over: Liberation and Deconstruction[5]

III. From End to Beginning: Constructing a Political Theologie of Love
1. Everywhere and Nowhere: Postcolonial Positions[6]
2. The Love Supplement: Christianity and Empire[7]
3. The Democracy of Creation: Chaosmos and Counter-Apocalypse[8]

## Übersicht
Der erste Teil (Kap. 1–2) analysiert die Supermacht USA unter der Perspektive von „Gott und Macht“. Der zweite Teil (Kap. 3–5) setzt die Arbeit des „counter-apocalyptic reading“ aus Apocalypse Now and Then fort, mit einem speziellen Blick für den theopolitischen Raum. Der dritte Teil (Kap. 6–8) entwirft im Rückgriff auf Face of the Deep (2003) und unter Berücksichtigung der Postkolonialen Theorie eine konstruktive Politische Theologie der Liebe.